# 1502 în literatură
- 1501 în literatură — 1502 în literatură — 1503 în literatură

Anul 1502 în literatură a implicat o serie de evenimente semnificative. 

## Evenimente

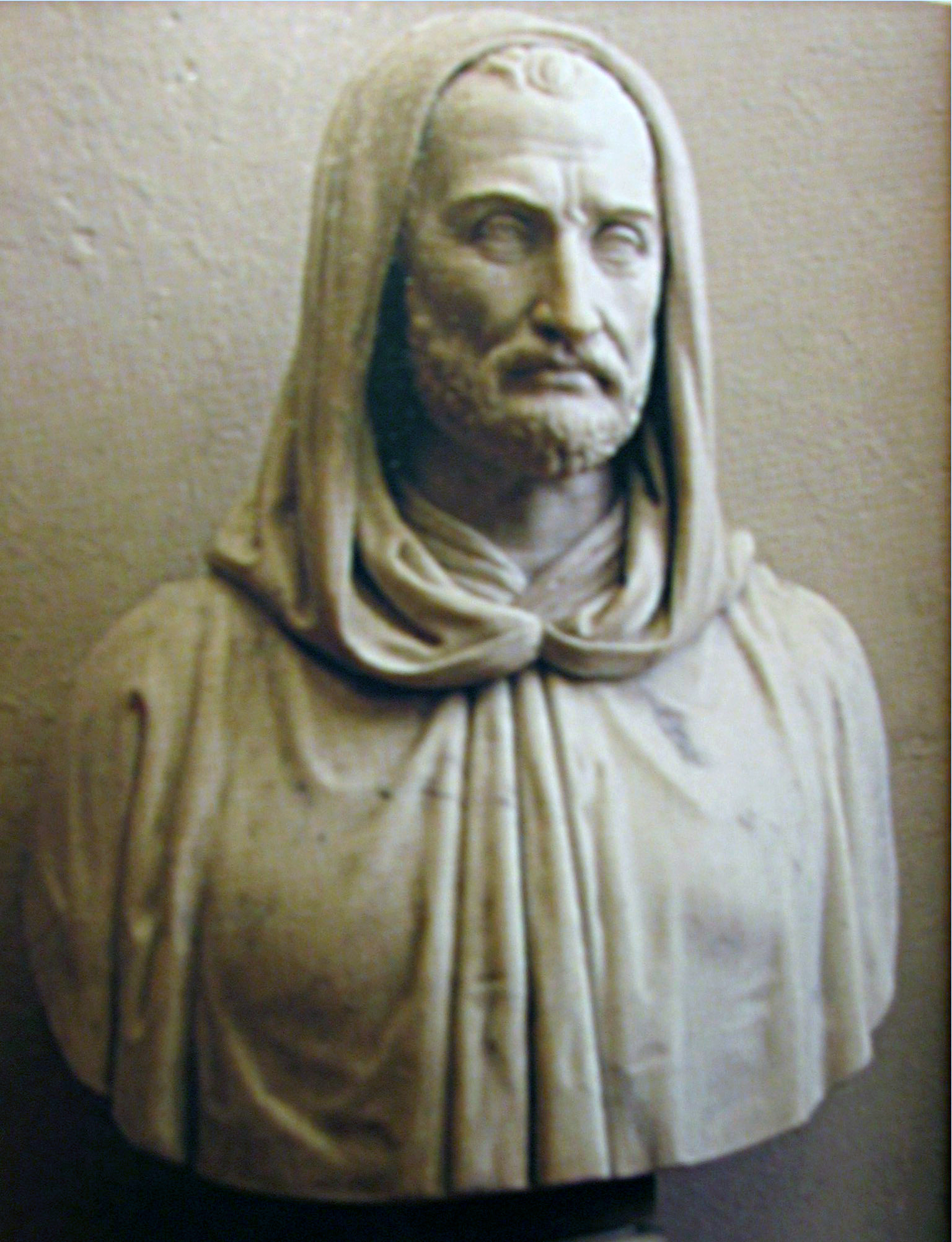
Ambrogio Calepino

- Publicarea dicționarului latino-italian de către Ambrogio Calepino (1440-1510), primul dicționar multilingv.

## Decese
Format:1502